# Podarcis waglerianus
Podarcis waglerianus là một loài thằn lằn trong họ Lacertidae. Loài này được Gistel mô tả khoa học đầu tiên năm 1868. Đây là loài đặc hữu của Ý, chúng phân bố ở Sicily và quần đảo Aegadia.
Môi trường sống tự nhiên của chúng là rừng ôn đới, vùng cây bụi ôn đới, thảm thực vật cây bụi kiểu Địa Trung Hải, đồng cỏ ôn đới, đất canh tác, đồng cỏ, và vườn nông thôn. IUCN không coi nó là một loài bị đe dọa. Ba phân loài được công nhận: Podarcis wagleriana antoninoi, Podarcis wagleriana marettimensis và Podarcis wagleriana wagleriana.

## Sinh sản
Con cái đẻ một lứa khoảng bốn-sáu trứng hình oval và thường được giấu ở gốc cây. Trứng nở sau khoảng 8 tuần và con non dài khoảng 5,5 cm (2,2 in) long.

## Hình ảnh

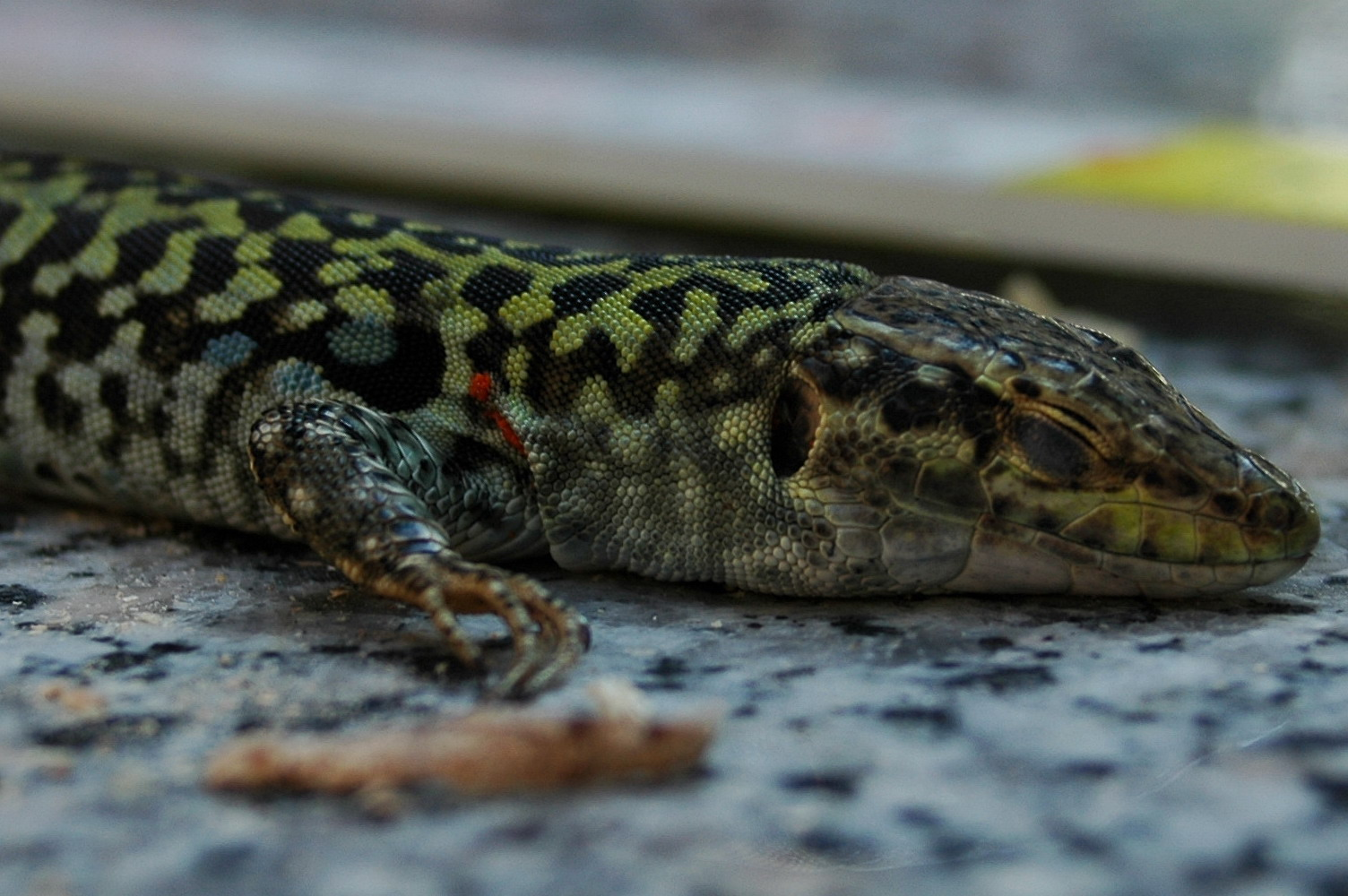
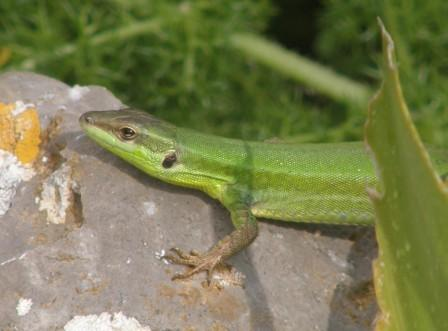